# Municipio de Morgan (condado de Franklin, Arkansas)
El municipio de Morgan (en inglés: Morgan Township) es un municipio ubicado en el condado de Franklin en el estado estadounidense de Arkansas. En el año 2010 tenía una población de 18 habitantes y una densidad poblacional de 0,25 personas por km².

## Geografía
El municipio de Morgan se encuentra ubicado en las coordenadas 35°44′0″N 93°51′1″O / 35.73333, -93.85028. Según la Oficina del Censo de los Estados Unidos, el municipio tiene una superficie total de 73.12 km², de la cual 73,12 km² corresponden a tierra firme y (0,01 %) 0,01 km² es agua.

## Demografía
Según el censo de 2010, había 18 personas residiendo en el municipio de Morgan. La densidad de población era de 0,25 hab./km². De los 18 habitantes, el municipio de Morgan estaba compuesto por el 72,22 % blancos, el 22,22 % eran amerindios, el 5,56 % eran de otras razas. Del total de la población el 5,56 % eran hispanos o latinos de cualquier raza.